# Glicole propilenico
Il glicole propilenico o 1,2-propandiolo è un composto chimico (un diolo o doppio alcol) di formula C3H8O2 o HO-CH2-CHOH-CH3. È un liquido inodore e incolore, chiaro e viscoso dal sapore dolciastro, altamente igroscopico e miscibile con acqua, acetone, e cloroformio.
Un altro nome del composto è α-propilen glicole per distinguerlo dall'isomero 1,3-propandiolo HO-(CH2)3-OH, anche chiamato β-propilen glicole.

## Chiralità
Il glicole propilenico contiene un centro stereogenico, ed esiste quindi sotto forma di due enantiomeri. Il prodotto commerciale è un racemo, e gli enantiomeri puri possono essere ottenuti attraverso idratazione dell'ossido di propilene otticamente puro.

## Produzione
Il glicole propilenico può essere prodotto industrialmente dalla reazione di idratazione dell'ossido di propilene. Diversi produttori utilizzano sia una reazione non catalizzata ad alta temperatura condotta tra i 200 °C e i 220 °C, sia una reazione catalizzata da una resina scambiatrice o da piccole quantità di acido solforico o di alcali condotta tra i 150 °C e i 180 °C.
Il prodotto di reazione contiene il 20% di glicole propilenico, l'1,5% di glicole dipropilenico e una piccola percentuale di altri polipropilen glicoli. Ulteriore purificazione conduce al propilen glicole di grado industriale o di grado USP/JP/EP/BP che è tipicamente puro al 99,5% o più. Il glicole propilenico può anche esser prodotto dal glicerolo, un sottoprodotto del biodiesel.

## Applicazioni
Il glicole propilenico è utilizzato:
- come solvente in molti preparati farmaceutici, in formulazioni per uso orale, iniettabili e ad uso topico.[5] In particolare per il diazepam che è insolubile in acqua si usa il glicole propilenico come solvente nelle formulazioni iniettabili;[6]
- come umettante in medicamenti, cosmetici, alimenti e prodotti a base di tabacco;[5]
- come additivo alimentare[7] etichettato con la sigla E1520;
- come veicolo per fragranze;
- per produrre poliesteri;
- come base per i liquidi decongelanti;
- come ingrediente negli oli da massaggi;
- nei disinfettanti per mani, lozioni antisettiche, e in soluzioni saline;
- nelle macchine del fumo per creare fumo artificiale da utilizzare nell'addestramento dei pompieri e nelle produzioni teatrali;
- come ingrediente, insieme a cera e gelatina nelle bolle di sapone;
- come agente refrigerante per birra e vino nei serbatoi frigoriferi di fermentazione;
- come solvente utilizzato per miscelare i reagenti di sviluppo in fotografia;
- come fluido nelle presse idrauliche;
- in crionica;
- come agente emulsionante nell'angostura e negli amari;
- nei liquidi utilizzati nelle sigarette elettroniche, con funzione eccipiente vaporizzabile assieme al glicerolo vegetale e acqua per diluire la nicotina;
- come liquido di raffreddamento in sistemi di raffreddamento a liquido;
- in veterinaria per trattare la chetosi negli allevamenti.

Il glicole propilenico ha proprietà simili a quelle del glicole etilenico (monoetilenglicole, o MEG).
La prassi, a livello industriale, è sostituire il glicole etilenico con il glicole propilenico quando sono necessarie condizioni di maggiore sicurezza.

## Proprietà
Il glicole propilenico è il componente dei moderni liquidi anti-gelo per motori ed è usato come agente decongelante negli aeroporti. Come per il glicole etilenico, il punto di congelamento del glicole propilenico si abbassa se miscelato con acqua a causa della rottura dei legami idrogeno. A differenza dell'etilen glicole, però, il glicole propilenico ha una tossicità molto bassa. Entrambi sono estremamente biodegradabili.
| Percentuale di glicole propilenico (p/p %) | Punto di congelamento (°F) | Punto di congelamento (°C) |
| ------------------------------------------ | -------------------------- | -------------------------- |
| 0                                          | 32                         | 0                          |
| 10                                         | 26                         | -3                         |
| 20                                         | 20                         | -7                         |
| 30                                         | 10                         | -12                        |
| 36                                         | 0                          | -18                        |
| 40                                         | -5                         | -20                        |
| 43                                         | -10                        | -23                        |
| 48                                         | -20                        | -29                        |
| 52                                         | -30                        | -34                        |
| 55                                         | -40                        | -40                        |
| 58                                         | -50                        | -46                        |
| 60                                         | -60                        | -51                        |

## Sicurezza

### Uomo
La tossicità acuta orale del glicole propilenico nell'uomo è molto bassa, e, per causare danni significativi alla salute, è necessaria l'ingestione di quantità notevoli; Il glicole propilenico è metabolizzato ad acido piruvico (un intermedio della glicolisi, poi convertito in energia), acido acetico (via metabolica dell'etanolo), acido lattico e propionaldeide.
Seri episodi di tossicità si osservano esclusivamente a concentrazioni plasmatiche superiori ad 1 g/L, che richiedono l'ingestione di quantità molto alte in un breve periodo di tempo. Sarebbe praticamente impossibile raggiungere livelli tossici attraverso l'assunzione di alimenti contaminati, che normalmente contengono al massimo 1 g/kg di glicole propilenico. Casi di avvelenamento sono generalmente correlati a somministrazione endovenosa non corretta o ingestione accidentale da parte di bambini di una notevole quantità di sostanza pura. Anche il rischio di tossicità orale a lungo termine è basso. In uno studio, alcuni ratti sono stati nutriti con alimenti contenenti il 5% di glicole propilenico per un periodo superiore alle 104 settimane e non hanno mostrato apparenti effetti nocivi. Per questa sua bassa tossicità orale cronica, il glicole propilenico è stato classificato dalla Food and Drug Administration "generalmente riconosciuto come sicuro" (GRAS sigla in inglese) ed ha autorizzato l'utilizzo come additivo alimentare.
Il contatto prolungato della pelle con il glicole propilenico è essenzialmente non irritante. Il glicole propilenico concentrato è debolmente irritante per gli occhi, e può provocare una congiuntivite temporanea (l'occhio guarisce non appena si rimuove il glicole propilenico). L'esposizione ai vapori di glicole propilenico può causare irritazioni agli occhi o alle vie aeree superiori. Si è evidenziato che l'inalazione di vapori di glicole propilenico può, in alcuni individui, causare fenomeni di irritazione. Alcune ricerche hanno suggerito di evitare l'utilizzo del glicole propilenico in applicazioni in cui può avvenire l'inalazione o il contatto con gli occhi di nebbia o soluzioni, come nel caso le macchine per il fumo in teatro, o soluzioni antigelo in postazioni d'emergenza per il lavaggio degli occhi.
Il glicole propilenico non causa sensibilizzazione ed è stata dimostrata l'assoluta assenza di cancerogenicità o genotossicità.
Risposte avverse alla somministrazione endovenosa di farmaci che utilizzano glicole propilenico come eccipiente sono state segnalate in alcuni soggetti, specialmente ad alti dosaggi. Tali controindicazioni includono "ipotensione, brachicardia, anomalie nei T e nei QRS dell'ECG, aritmie, arresto cardiaco, iperosmolarità sanguigna, acidosi lattica ed emolisi".
Un'alta percentuale (dal 12% al 42%) di glicole propilenico iniettato direttamente è eliminato attraverso le urine in forma inalterata a seconda del dosaggio e la parte rimanente viene escreta sotto forma di metabolita glucuronico.
La velocità di filtrazione renale cala all'aumentare del dosaggio effetto dovuto alle proprietà debolmente anestetica (depressiva del SNC), del glicole propilenico.
In un solo caso, la somministrazione endovenosa di nitroglicerina sospesa in glicole propilenico ad un soggetto anziano, sembra avere indotto coma e acidosi.
Secondo uno studio del 2010 della Karlstad University, le concentrazioni di vapori di PGE (propilen glicoli e glicol eteri) in stanza da letto, è stato correlato ad un maggiore rischio di sviluppare disordini respiratori in bambini, soprattutto asma, febbre da fieno, eczema e allergie con un aumento del rischio di sviluppare questi disturbi dal 50% al 180%. La concentrazione di questi composti è stata associata all'utilizzo di pitture ad acqua e detersivi.

### Reazioni allergiche e di ipersensibilità
Le ricerche hanno suggerito che i soggetti intolleranti al glicole propilenico evidenziano delle forme di irritazione, ma che soltanto raramente sviluppano dermatite allergica da contatto. Altri ricercatori credono che l'incidenza della dermatite allergica da contatto per il glicole propilenico, in pazienti con eczema, può raggiungere il 2%.
Pazienti affetti da vulvodinia e cistite interstiziale possono essere particolarmente sensibili al glicole propilenico. In donne affette da micosi alcune creme OTC potrebbero causare intenso bruciore. Donne in post menopausa che utilizzano creme a base di estrogeni, contenenti glicole propilenico spesso creano una forte e fastidioso bruciore nella zona vaginale e perianale. In questi casi le pazienti potrebbero richiedere al farmacista di preparare una crema priva di glicole propilenico.
Alcuni consumatori di sigarette elettroniche che inalano vapori di glicole propilenico potrebbero sperimentare secchezza delle fauci o respiro corto. In alternativa, alcuni produttori utilizzano glicerina vegetale come veicolo per coloro che sono allergici (o sperimentano reazioni avverse) al glicole propilenico.
Uno sperimentazione animale condotta in Egitto su ratti da laboratorio, nonché sperimentazioni precedenti e parallele, hanno riguardato l'inalazione e l'assunzione orale accidentale ad alti livelli del vapore di glicole propilenico puro per diverse settimane, rilevando danni agli organi, e specialmente nel colon e nello stomaco; la mucosa delle cavie ha sviluppato perdita di continuità nel suo rivestimento epiteliale con una forte infiltrazione di cellule infiammatorie, come nella colite e nelle malattie infiammatorie croniche intestinali e nell'ulcera gastrica, e al contempo la diminuzione delle cellule caliciformi mucipare del colon e del retto, in maniera simile alla colite indotta da acido acetico negli animali o alla rettocolite ulcerosa umana. Secondo le conclusioni «l'esposizione al vapore delle sigarette elettroniche contenenti nicotina può indurre tossicità e danni alla mucosa del colon nei ratti albini maschi adulti. Tali effetti avversi imprevisti possono comportare infiammazione e/o stress ossidativo. Tuttavia, la cessazione dell'esposizione alle sigarette elettroniche porta a un miglioramento e a un parziale ripristino dell'integrità della mucosa del colon».
Il glicole è risultato alterare il microbiota umano, favorendo la crescita di batteri come quelli responsabili di carie, gengivite e parodontite.
Uno studio svedese pubblicato nel 2010 stabilisce una forte connessione tra la concentrazione aerea negli ambienti domestici e lo sviluppo nei bambini, di asma e reazioni allergiche come riniti.

### Animali
Il glicole propilenico è un additivo alimentare per cani ed è generalmente riconosciuto come sicuro per i cani. Per lo stesso motivo per cui il glicole propilenico è un additivo alimentare il cui uso è considerato sicuro anche per gli uomini.
Il suo uso è proibito per i gatti a causa di una reazione specie specifica, come indicato in 21 CFR 582.1666.
Studi veterinari indicano che la LD50 nei cani è di 9 mL/kg e questo valore è ancora più alto in altre specie (LD50 a livelli di 20 mL/kg).
Il glicole propilenico mostra una tossicità nei gatti, non evidenziata in altre specie. L'FDA ha stabilito, alla luce delle attuali evidenze scientifiche, che la presenza di glicole propilenico in cibo per gatti, non può considerarsi sicura. La sua presenza pertanto dà luogo ad adulterazione e a violazione della legge federale.

### Ambiente
È noto che il glicole propilenico manifesta alti livelli di domanda biochimica di ossigeno (BOD) durante il processo di degradazione in acqua. Questo processo può influenzare negativamente la vita degli organismi marini, consumando l'ossigeno, di cui gli esseri viventi necessitano per sopravvivere. Quando le colonie di microorganismi decompongono il glicole propilenico vengono consumate enormi quantità di ossigeno disciolto (DO).
Il potenziale consumo di ossigeno causato dalle scarichi di un'operazione di decongelamento di un aereo è notevolmente superiore a quello generato da normali acque di scarico. Ad esempio, prima dell'applicazione, un fluido antigelo di Tipo I a base di glicole propilenico, è in genere diluito fino ad ottenere una miscela contenente circa il 50% di glicole propilenico. Il glicole propilenico puro ha un valore di BOD5 pari a circa 1 kg/L, mentre un liquido antigelo costituito da una soluzione al 50% di glicole propilenico ha un valore di BOD5 pari a circa 500 g/L. Come termine di paragone le normali acque di scarico hanno un valore BOD5 pari a circa 200 mg/L. La quantità di fluido utilizzato per un singolo jet dipende dalle condizioni meteorologiche e dalle dimensioni dell'aereo ma varia comunque da alcune centinaia ad alcune migliaia di litri. In ogni caso decongelare un singolo aereo può generare un valore di BOD5 maggiore di quello generato da 4 milioni di litri di normali acque di scarico. Un grande aeroporto normalmente supporta diverse centinaia di voli al giorno.
Livelli sufficienti di DO in acqua sono critici per la sopravvivenza di pesci, macroinvertebrati o altri organismi acquatici. Se il livello di ossigeno cala al di sotto del livello minimo, gli organismi migrano, se possibile, verso aree con livelli maggiori di ossigeno oppure muoiono. Questo effetto può ridurre drasticamente le aree acquatiche adatte alla vita. La riduzione dei livelli di DO può ridurre o eliminare del tutto le specie viventi a profondità maggiori, e quindi creare condizioni che possono favorire delle modificazioni della tipologia di specie marine, o alterare in maniera critica la catena alimentare.

### Il caso Corexit
Il glicole propilenico è un ingrediente del disperdente Corexit, utilizzato in grandi quantità durante il disastro ambientale della piattaforma petrolifera Deepwater Horizon. Il Corexit è stato oggetto di attento esame per i probabili effetti negativi sugli organismi marini e sugli umani. Il glicole propilenico permette la dispersione del Corexit e del petrolio in profondità.